# 勧学
勧学（かんがく）とは、近世末から日本仏教の宗派の中で、教学の研鑽をきわめた指導的立場の僧侶に与えている称号のことである。
浄土宗や天台宗などでは、僧侶に僧階のほかに学階を設けて、教学面での階位の最高位に勧学の称号を置いている。

## 天台宗の勧学
天台宗では勧学の学階のものの中から教学の諮問にあずかる出仕勧学を任命する。

## 浄土真宗本願寺派の勧学
浄土真宗本願寺派では、勧学を複数名定めている（80歳未満は定員上限あり）。勧学の任期は終身制であるため、現役の勧学の加齢や死亡などにより80歳未満の定員に達していない場合に限り、学階で勧学に次ぐ司教（定員なし）から新しい勧学が補充することができる。（但し後に司教になったものが先に司教となったものより早く勧学となる場合も少なくない）
数名の勧学らによる勧学寮という門主の諮問機関である組織を設置し、消息の内容など教学的問題に対して答える役割を持っている。勧学の中から勧学寮員が選任され、代表者は勧学寮員の互選により「勧学寮頭」と呼ばれる。
また、勧学は御正忌報恩講での改悔批判の与奪（門主に代わって執り行う）や、夏安居の本講、法義示談（門信徒による教学への質疑応答）なども担う。

## その他勧学のある宗派
浄土宗西山派、真宗興正派、真宗高田派にも置かれている。